# 汐谷文康
汐谷文康（日语：／ Shioya Fumiyoshi，1992年7月6日—）是日本男聲優，隸屬於東京俳優生活協同組合。

## 經歷
- 娛樂傳媒綜合學院、よこざわけい子 聲優·解說學校、Yu-Rin Pro出身。
- 2019年12月31日，從所屬多年的Yu-Rin Pro退出。 2020年1月1日，在自己的推特上宣布加入東京俳優生活協同組合[1]。

## 人物
- 高中時代隸屬於戲劇部。因為受到顧問的稱讚，以及《.hack//G.U.》中的櫻井孝宏的演技的影響，立志成為聲優。
- 與在《偶像大師SideM》中共同出演的高塚智人是事務所同期。兩人互相表示希望在該作中共演。
- 哥哥是演員汐谷恭一，偶爾也為哥哥進行宣傳[2]。
- 喜歡的藝人是防彈少年團、TWICE、宇多田光、星野源。
- 尊敬的聲優是專門學校時代的講師松本保典。

## 出演作品
- 主要角色以粗體顯示。

### 電視動畫
2016年
- 野球少年（奧平）

2017年
- 偶像大師SideM（北村想樂）
- DIVE!!（友人C）

2018年
- 偶像大師 SideM 有理由Mini!（北村想樂）

2019年
- XL上司。（成田陸）

2020年
- 輝夜大小姐想讓我告白～天才們的戀愛頭腦戰～（團員）
- 神之塔 -Tower of God-（何）
- 毛球權次郎（搬運工1）
- 食戟之靈 豪之皿（男學生A）
- 排球少年!! TO THE TOP（玉山高中選手、手白球彥）

2021年
- 2.43 清陰高中男子排球社（他校選手）
- 堀與宮村（男子中學生）

2022年
- 蠟筆小新（人們C）
- 舞動不止（茶發）
- 3秒後，野獸。 ～坐在聯誼會角落的他是個肉食系（男、部長）
- 闇影詩章F（男學生）

2023年
- 勇者赫魯庫（蘭特斯）

### OVA
2021年
- 新網球王子 冰帝 vs 立海 Game of Future（部員）

### 遊戲
2014年
- 戰國X

2015年
- Guardians Violation

2016年
- 偶像大師SideM（北村想樂）
- 人中之龍0 誓約的場所（Miracle）

2017年
- 偶像大師 SideM LIVE ON ST@GE!（北村想樂）
- 鍊金術物語（羅茨）

2019年
- CARAVAN STORIES（阿巴費羅）
- REALIVE!〜帝都神樂舞隊〜（雙葉日向）

2021年
- 偶像大師 POPLINKS（北村想樂）
- 偶像大師 SideM GROWING STARS（北村想樂）

### BLCD
2018年
- オルタナティブ（有村）
- 凸凹シュガーデイズ（海野廣大）

2019年
- ダーティダーリン（三田正兒）

### 有聲漫畫
2021年
- 可愛過頭大危機（向井誠二）

2022年
- SAKAMOTO DAYS 坂本日常（南雲）

## 外部連結
- （日語） 事務所個人介紹頁 （页面存档备份，存于）
- （日語） twitter （页面存档备份，存于）